# Lezioni sulla filosofia della storia
Le Lezioni sulla filosofia della storia (in tedesco: Vorlesungen über die Philosophie der Geschichte), tenute da Georg Wilhelm Friedrich Hegel nel 1821, 1824, 1827 e 1831 nella Humboldt-Universität zu Berlin, furono raccolte e pubblicate nel 1837 in questa opera postuma da Eduard Gans e dal figlio Karl von Hegel.

## La storia come storia della Ragione
Hegel vuole dimostrare che la storia segue i dettami della ragione e che quindi sia possibile una filosofia della storia che riveli come il progresso storico mondiale sia dovuto al procedere dialettico e quindi allo svolgimento nella storia dello Spirito assoluto. Non sono le cose che procedono dall'Assoluto, ma l'Assoluto è questo stesso procedere.  L'Assoluto non è una realtà trascendente che guida la storia ma esso stesso si realizza nella storia. Da ciò se ne deduce che per Hegel la realtà infinita è opera di un soggetto che tiene i fili della storia e che parla attraverso i suoi uomini, quegli uomini che la storia l'hanno sempre fatta in prima persona, che come strumenti nelle mani di questo ineluttabile essere supremo, ne operano il naturale svolgimento. Cosicché le vicende del mondo non sono estranee alla storia dello Spirito perché la storia del mondo è la storia stessa di Dio, è la storia dell'avvento dello Spirito, del realizzarsi della Ragione.
La storia nella concezione illuminista prima di Hegel, veniva sempre vista come un susseguirsi caotico di eventi, spesso dominati dal caso, suddivisibili in epoche dominate dalla ragione ed in periodi oscuri. Hegel, invece, rigetta l'idea della casualità a favore della causalità. Se l'Assoluto è ragione, allora essa dominerà anche la Storia: ma dire che la storia è razionale significa che essa non è un succedersi casuale di eventi, bensì è basata su un rapporto di causa-effetto, in base al quale la distinzione fra essere e dover essere svanisce.
Dalla fondamentale formula hegeliana «Ciò che è razionale è reale; e ciò che è reale è razionale» consegue che è «inconcepibile che nella realtà, ivi compresa quella degli eventi storici, vi sia qualcosa refrattaria al pensiero». In altri termini Hegel afferma che tutto «ciò che è accaduto o accade, era giusto che accadesse, è giusto che accada: ciò che è stato, doveva essere» e perciò tutto ciò che si è realizzato doveva realizzarsi. I progetti e i tentativi che non si sono realizzati non dovevano realizzarsi, in quanto non erano adeguati alla razionalità storica. La storia, in pratica è già come dovrebbe essere, e non potrebbe essere altrimenti.

## La necessità del negativo
Lo spirito oggettivo creando la storia la indirizza sempre verso un fine positivo anche quando sembra prevalere il negativo che invece è sempre transitorio e necessario gradino su cui si esercita il progresso storico:
In questo procedere apparentemente contraddittorio si segnala come prevalente l'elemento del "mutamento" che indica come dal negativo, dalla morte rinasca la vita, il positivo:

## Il "mattatoio" della storia e la sfiducia del pensiero
La molla del divenire storico sembrano essere le passioni umane, gli istinti egoistici che prevalgono su ogni diritto e morale di fronte ai quali gli uomini di buona volontà e retto agire sembrano abbandonarsi allo sconforto e al fatalismo:
(Georg Wilhelm Friedrich Hegel, Lezioni sulla filosofia della storia, I, La Nuova Italia, Firenze 1941, pp. 67-68)
Le stesse sconsolate disperate considerazioni aveva fatto Goethe scrivendo che «La storia è un tessuto di assurdità per il pensatore superiore» e in una conversazione con lo storico Heinrich Luden osservava pessimisticamente:
Nella prefazione del libro Hegel afferma che la storia è assimilabile a un banco da macellaio per la violenza e l'immoralità degli atti che rimessa vengono commessi sia dalla natura che per volontà del genere umano. Al di là della moralità e della religione, le singole storture morali trovano giustificazione nel fatto che concorrono a formare il senso pieno della ragione e dello spirito del mondo, che si fa nella storia e che il mondo dirige. Moralità e religione trovano senso non in una razionalità esterna la storia, bensì all'interno di quest'ultima. Qualsiasi attività, anche quella di un contadino o di un pastore, sono degne di considerazione nella storia perché sono manifestazioni dalla realizzazione dello Spirito assoluto.

## L'astuzia della Ragione
A che scopo dunque, come sostiene Hegel, non ci si deve arrestare a questo punto e cercare invece lo «scopo finale» di questa tragica realtà? Questa per Hegel è  una concezione che proviene dall'oriente che vede nel rogo della storia la rinascita identica di ciò che è bruciato. Nel nostro pensiero occidentale invece lo spirito nella storia non si presenta mai nella stessa condizione iniziale ma sempre «accresciuto e trasfigurato». L'esegesi della Bibbia conferma Hegel della sua teoria: Dio si serve della storia in funzione provvidenziale per realizzare i suoi fini. Ma la provvidenza rimane spesso confusa al nostro intendere: i suoi disegni sono spesso misteriosi. Occorre quindi che intervenga la ragione, la filosofia della storia, che ci mostra la storia come una progressiva realizzazione del regno di Dio e la stessa filosofia della storia come una teodicea.
Ma se gli uomini non sono che strumenti della provvidenza, dello Spirito assoluto che agisce tramite loro nella storia secondo i suoi fini 
che senso ha la libertà dell'uomo? Hegel sostiene che bisogna distinguere tra quegli uomini, che sono la maggioranza, che si limitano a conservare la storia e quegli individui eccezionali, gli "individui cosmico-storici" che hanno la chiara visione di quei superiori fini dello Spirito del mondo che i comuni mortali ignorano. Sono questi uomini eccezionali, Alessandro Magno, Cesare, Napoleone a realizzare il destino di una nazione o di un popolo secondo la volontà del Weltgeist, lo "Spirito del mondo", lo stesso Assoluto, che si incarna volta per volta nei singoli popoli, come spirito del popolo che dà la sua impronta nella civiltà dominando, anche con la guerra, il resto del mondo. 
Realizzato questo scopo, quando quel popolo comincerà a declinare, lo spirito del mondo emigrerà in altri e migliori popoli e quei grandi personaggi «raggiunto che sia lo scopo, somigliano a vuoti involucri che cadono» 
In tutto questo mutamento agirà l'astuzia della Ragione (List der Vernunft) che opera attraverso la guerra, che Hegel vede come un atto necessario per determinare i rapporti di forza e stabilire le misure dei diritti di un popolo sull'altro. Gli uomini credono che la guerra sia semplicemente motivata da interessi materiali, in realtà ogni guerra è una guerra di idee in cui saranno sempre le migliori a prevalere.
La storia è un succedersi di popoli, divisi in coloro che dominano il mondo e coloro che vengono dominati, allo stesso modo che fra gli individui, suddivisi in dominatori e dominati (in base al rapporto signore-servo). E come gli individui, anche i popoli nascono, crescono e muoiono, per lasciare spazio a nuovi individui e nuovi popoli che continueranno a perseguire quell'obiettivo che è l'autocoscienza dello Spirito.

## La storia come storia della libertà
Il fine della storia è la libertà dello spirito, che per Hegel si manifesta nello Stato. I mezzi per conseguire questo fine sono gli individui e le loro passioni: queste spingono ogni individuo ad imprimere al mondo, alla realtà e alla storia, questa o quella direzione, in modo sempre necessario e in progressione.
I momenti in cui si realizza la storia universale sono tre:
- storia orientale: in cui a essere libero è uno solo, il re, mentre gli altri dipendono dal suo arbitrio e dal suo dispotismo;
- storia greco-romana: in cui sono alcuni ad essere liberi mentre altri sono schiavi; tuttavia nel mondo greco la libertà è una «libertà bella»[14] dove il cittadino vive in armonia con lo Stato mentre nel mondo romano la presenza della legge garantisce il diritto alla libertà "de facto" solo ai potenti, benché il progresso sia costituito "de iure" dalla cittadinanza universale ottenuta con l'editto di Caracalla.
- storia cristiano-germanica: in cui, attraverso la Riforma protestante (che ha, secondo Hegel, liberato l'uomo dalle strutture ecclesiastiche restituendogli la libertà di coscienza) e non la rivoluzione francese (che ha affermato solo astrattamente l'eguaglianza politica dei cittadini ed in cui "la virtù è stata costretta ad imporsi col terrore")[15], tutti gli uomini diventano pienamente e non solo giuridicamente liberi.

Hegel vede nella monarchia costituzionale, sebbene intesa in senso non parlamentare, l'organica sintesi di democrazia, aristocrazia e monarchia e quindi la migliore realizzazione dello Stato.
Hegel vede nello Stato prussiano, e nella sua abolizione dei privilegi nobiliari - fatta eccezione, come rileverà Marx, della legge sul maggiorascato  la migliore realizzazione dello Stato. Infatti solo l'uguaglianza fra tutti i cittadini fa sì che il singolo individuo possa sentirsi parte del tutto ma sempre sotto la suprema autorità della legge e dello Stato.

## Opinioni sulla Massoneria
Amico e protetto del massone Goethe, nel suo libro Lezioni sulla filosofia della storia Hegel descrive la massoneria come un'organizzazione che ha contribuito alla promozione della libertà e della tolleranza religiosa.

### Letteratura critica
- Karl R. Popper, Contro Hegel, Armando Editore, 1997 (Popper accusa Hegel di essere la fonte di tutto lo "storicismo contemporaneo" e  sostiene che il suo successo segnò l'inizio dell'era della disonestà e dell'era dell'irresponsabilità intellettuale prima e morale poi.)